# Bruco
Il bruco è lo stadio larvale dei lepidotteri.

## Descrizione

Morfologia
1: capo; 2: torace; 3: addome; 4: segmento; 5: cornetti addominali; 6: pseudozampe; 7: spiracoli tracheali; 8: zampe; 9: apparato boccale.

I bruchi (appartenenti al tipo morfologico delle larve eruciformi) hanno una forma allungata e un aspetto vermiforme. In essi si distingue il capo, seguito da 3 segmenti toracici e 10 segmenti addominali. L'apparato boccale è masticatore. Nel capo sono presenti anche degli occhi semplici detti stemmata (mancano quelli composti) e antenne piuttosto ridotte. I segmenti toracici portano tre paia di zampe articolate, mentre nell'addome sono presenti le pseudozampe (false zampe), in genere 5 paia. Il tegumento presenta un numero variabile di peli o setole (con funzione sensoriale oppure di rivestimento e protezione, talvolta urticanti), sparse o distribuite a ciuffi, anche su tubercoli. La quasi totalità dei bruchi è fitofaga, cioè ricava il proprio nutrimento dalle piante

## Alimentazione

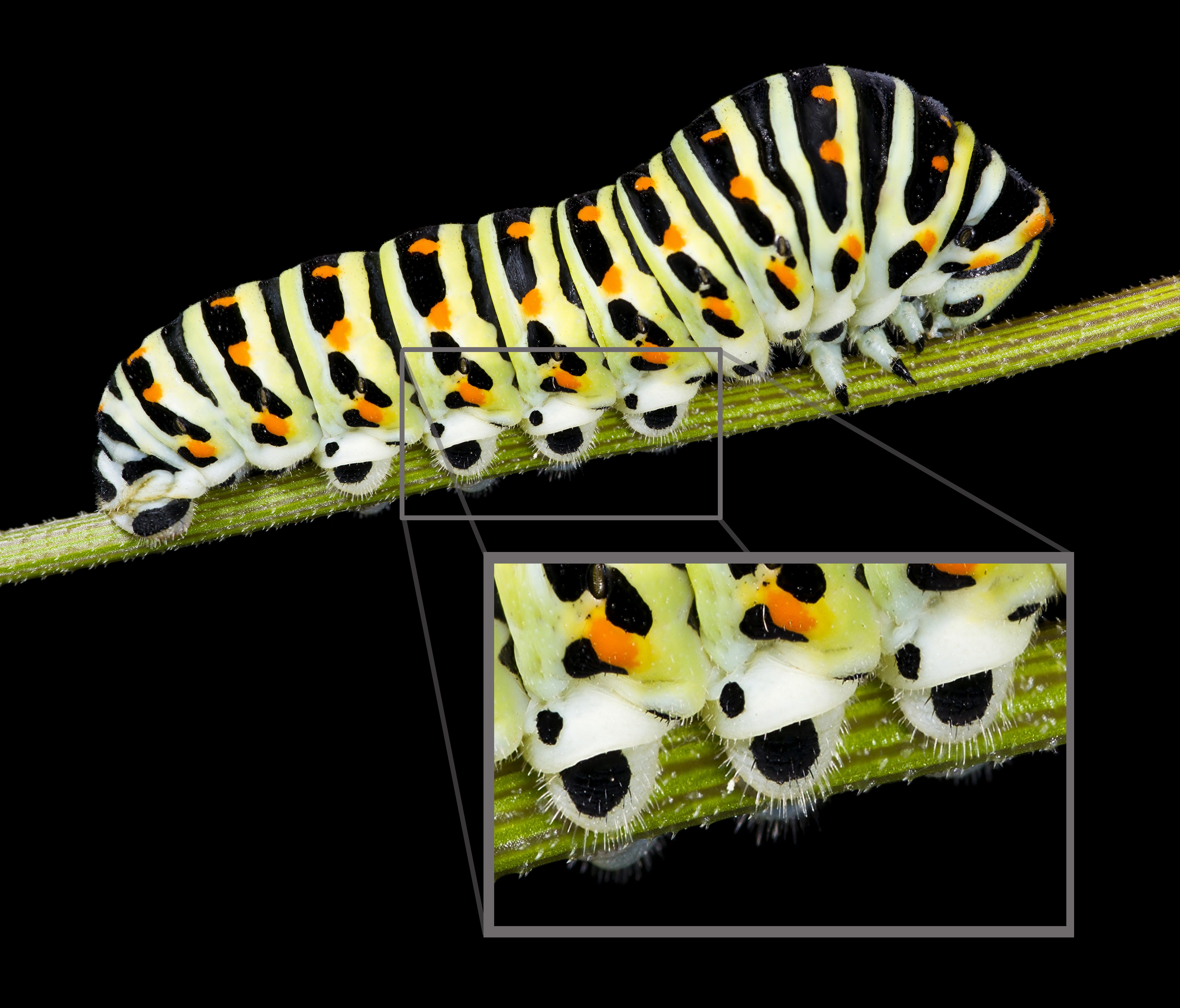
Pseudozampe del bruco di Papilio machaon

La quasi totalità dei bruchi è fitofaga, cioè ricava il proprio nutrimento dalle piante. Molti di essi risultano perciò dannosi a specie vegetali di interesse agricolo o forestale. In genere si nutrono delle foglie, erodendone i margini e lasciando così evidenti tracce della loro presenza. In qualche caso piegano i margini delle foglie o arrotolano le foglie fissandole con fili di seta, rendono gli steli morbidi oppure attaccano altre parti della pianta come gemme, fiori, frutti o semi. I microlepidotteri del genere Yponomeuta avvolgono i rami in una sorta di “ragnatela”.
Alcuni bruchi sono endofiti, cioè vivono all'interno dei tessuti vegetali. Quelli xilofagi, come Zeuzera pyrina ed altre specie delle famiglie Cossidae e Sesiidae, scavano gallerie all'interno del tronco o dei rami, nutrendosi del legno. Altri scavano gallerie nel fusto di piante come il mais (Ostrinia nubilalis), all'interno di frutti, come pere, mele e noci (Cydia pomonella e altre Tortricidae), nei tuberi delle patate, in bulbi, radici e rizomi. I bruchi di molti microlepidotteri, come Cameraria ohridella, scavano sottili gallerie ("mine") all'interno della lamina fogliare. Alcuni producono galle.
Alcune specie sono monofaghe, cioè si nutrono di una sola specie vegetale, detta pianta nutrice: è il caso, per esempio, della cavolaia (Pieris brassicae) le cui larve si nutrono esclusivamente a spese di Brassica oleracea; altre specie sono oligofaghe, cioè possono scegliere la propria pianta nutrice tra più specie della stessa famiglia: è quanto accade, per esempio, ai bruchi del macaone (Papilio machaon), che possono avere come pianta nutrice diverse specie della famiglia delle Apiaceae quali la carota selvatica (Daucus carota), il finocchio (Foeniculum vulgare), l'angelica (Angelica archangelica); altre specie infine (come p.es. Noctua fimbriata) sono polifaghe, cioè si nutrono di varie specie, anche di famiglie diverse.
Sono bruchi anche le larve delle "tignole" (soprattutto Tineidae, Oecophoridae, Gelechiidae e Pyraloidea) che si nutrono di derrate alimentari di origine vegetale, come granaglie, farine, biscotti, ma anche di prodotti di origine animale come la cera degli alveari (Galleria mellonella) o la lana, qualche volta anche di legno marcescente o escrementi.
Non mancano neppure i bruchi predatori, come quelli mirmecofili di molte Lycaenidae, che vivono nei formicai dove predano gli afidi ma anche gli stadi preimmaginali delle stesse formiche. Anche le larve di alcune Pyraloidea sono mirmecofile oppure vivono in nidi di vespe sociali; quelle di certe Crambidae sono parassiti di bruchi di Psychidae.

## Comportamento e strategie difensive
Comportamenti gregari sono abbastanza frequenti tra i bruchi. Le larve di varie specie di Yponomeutidae, Lasiocampidae, Notodontidae (come la processionaria del pino e la processionaria della quercia) e Erebidae Lymantriinae vivono in gruppi e si rifugiano in nidi sericei.
Molti presentano colorazioni e forme criptiche, grazie alle quali si mimetizzano, confondendosi con le foglie o altre parti della pianta; talvolta assumono l'aspetto di fiori (come alcune Noctuidae del genere Cucullia, che sembrano infiorescenze di Artemisia) oppure si irrigidiscono in una posizione particolare in modo da sembrare piccoli rametti (come molte Geometridae).
Tra le strategie di difesa contro i predatori si annoverano anche colorazioni aposematiche e la presenza di spine velenose (come in Automeris io), peli urticanti (ad esempio nella processionaria del pino) e secrezioni ripugnanti (come nel macaone).

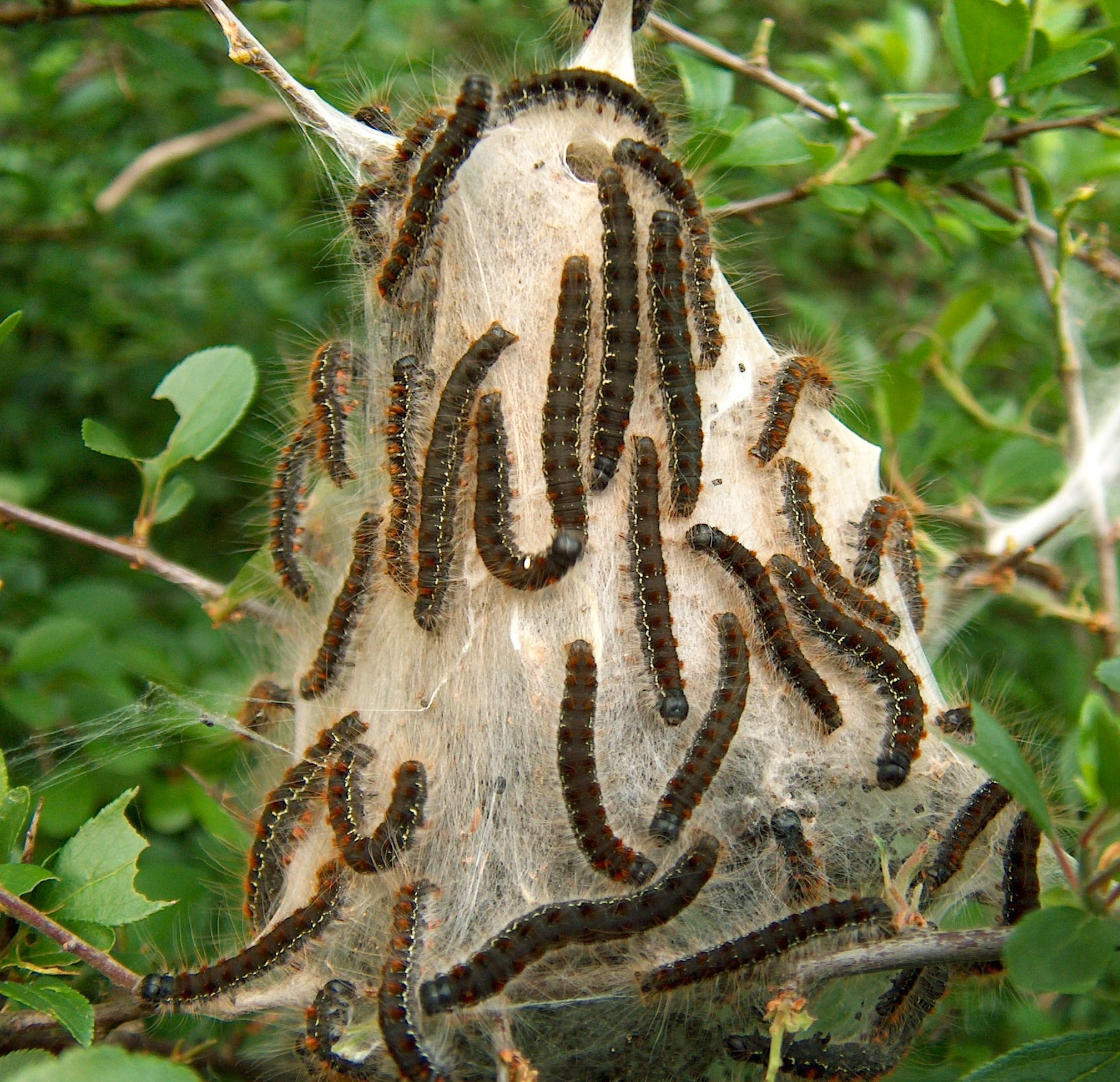
Larve gregarie di Eriogaster lanestris (Lasiocampidae)
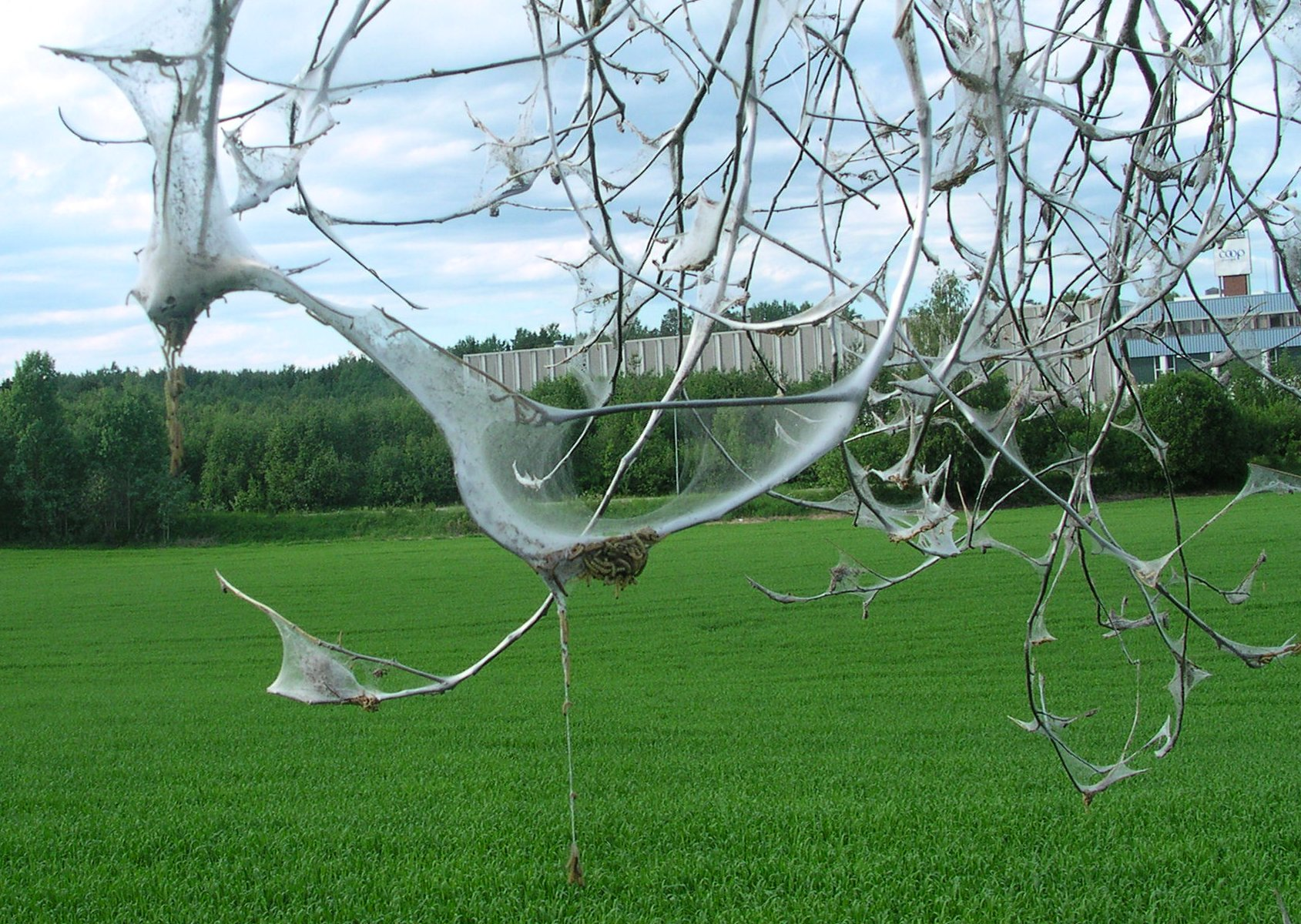
Tela sericea prodotta da Yponomeuta evonymella (Yponomeutidae)
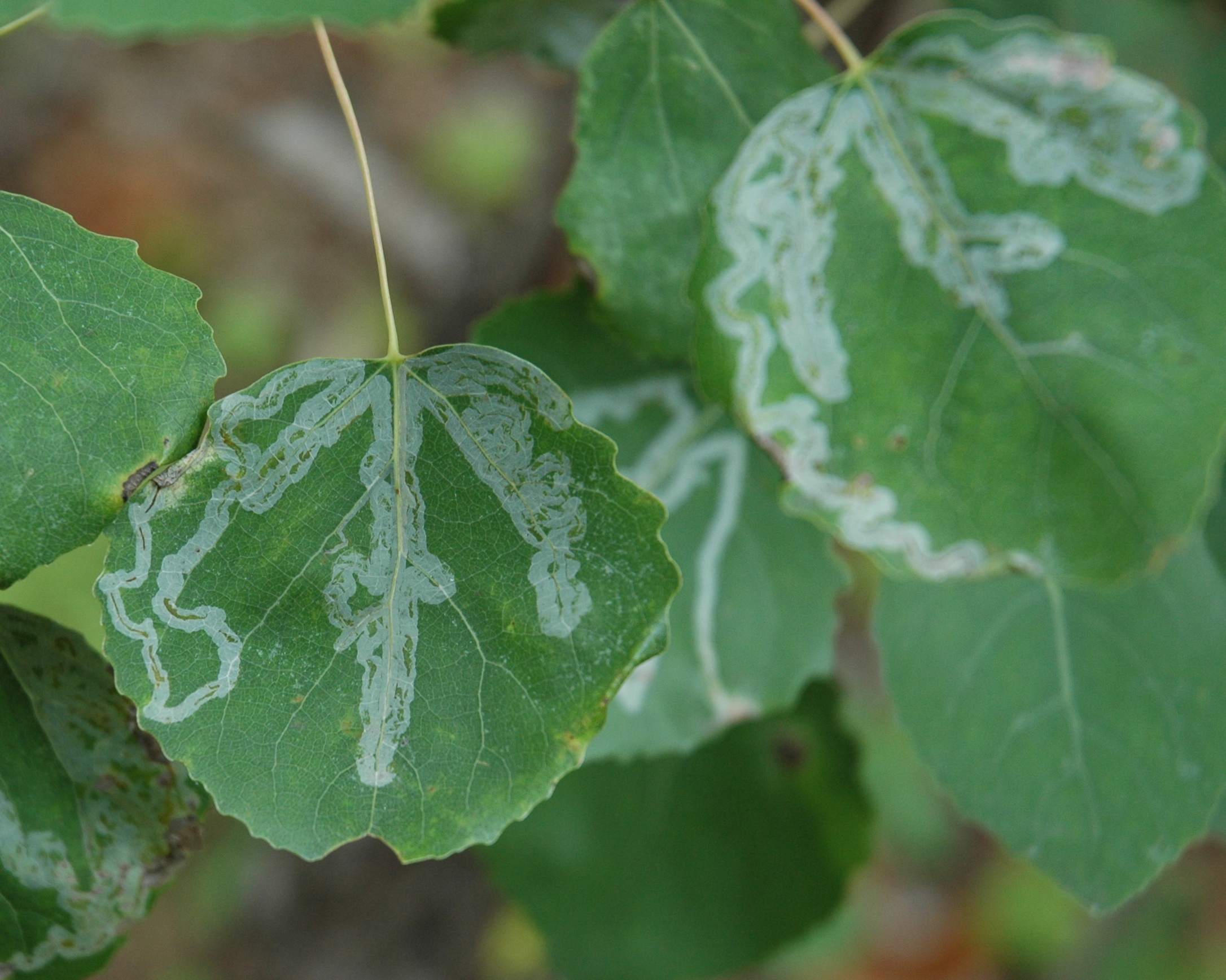
Mine fogliari di Phyllocnistis labyrinthella (Gracillariidae)
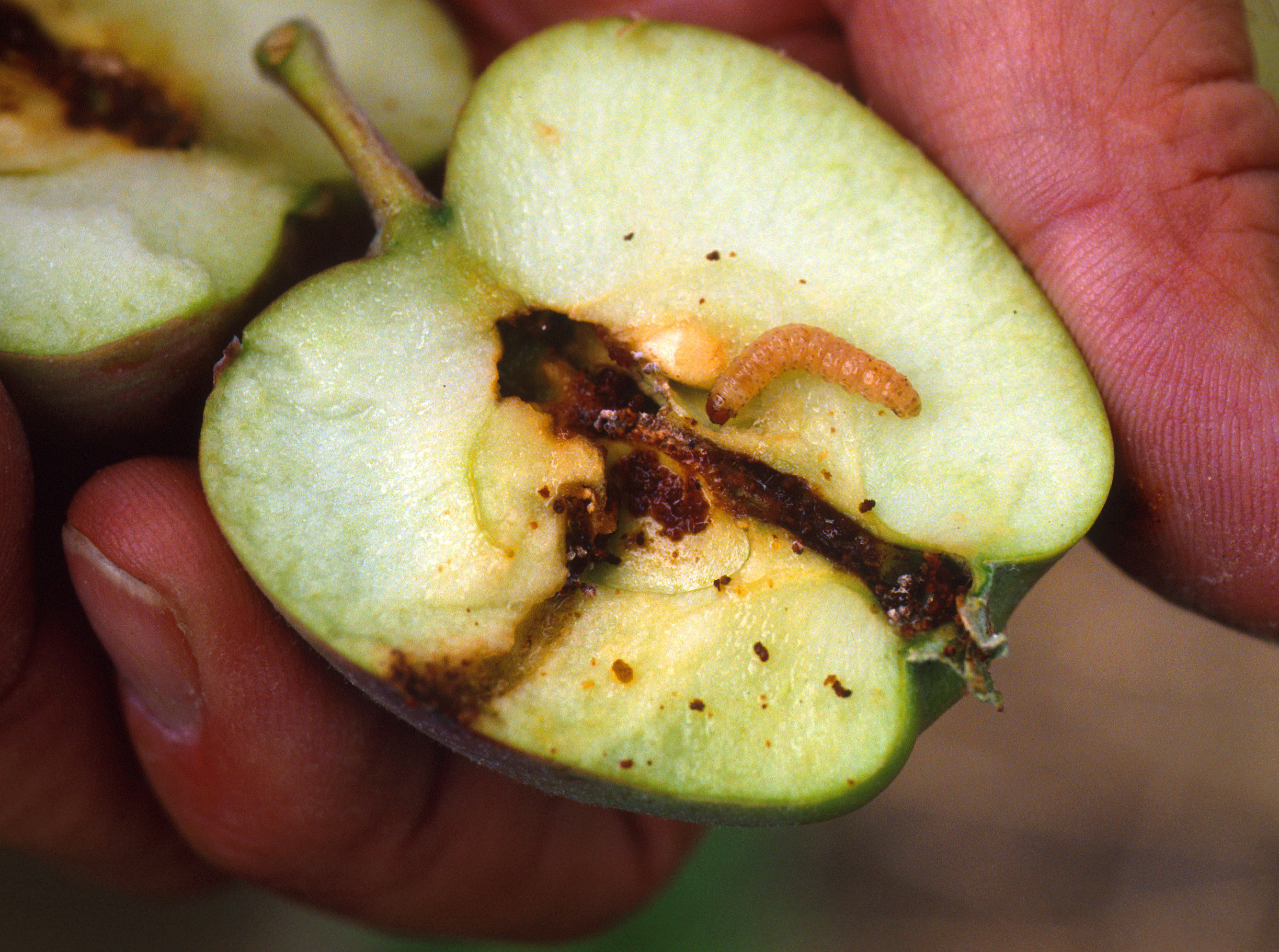
Larva di Cydia pomonella  (Tortricidae)

## Accrescimento
Come in tutti gli insetti, l'accrescimento non può realizzarsi in maniera continua ma avviene mediante mute. Il numero degli stadi larvali varia di norma da 3 a 5. Spesso passando da uno stadio all'altro cambiano la colorazione e l'aspetto generale, tanto che in alcuni casi si fa fatica a riconoscere i bruchi di età diversa come appartenenti alla stessa specie.

## Metodi di lotta
Per infestazioni ridotte, o aree relativamente limitate, è possibile attuare una raccolta manuale delle larve, volta a limitare l'espansione del lepidottero su un più ampio territorio; inoltre, è consigliato provvedere alla potatura e all'allontanamento dei rami colpiti. 
Sono altresì possibili -e consigliati in caso di infestazioni rilevanti- interventi curativi biologici con applicazione di Bacillus thuringiensis sspp, oppure chimici tramite insetticidi, solitamente fosforganici di sintesi.
Il periodo ed il prodotto specifico variano da specie a specie; indicativamente bisognerà mirare a contenere l'insetto prima che produca il danno, ovvero prima che la larva cominci a nutrirsi delle parti di pianta.